# Jugoistočna Azija
Jugoistočna Azija je subregija Azije koja leži na sjecištu geoloških ploča obilježenih jakom seizmičkom i vulkanskom aktivnošću. Otočni lukovi i otočja nalaze se jugoistočno i istočno od azijskog kopna.

## Naziv i definicija
Područje na koje se odnosi može biti, ovisno o općenitoj ili određenoj specifičnoj uporabi, uže ili šire (npr. može uključivati i obalni dio Kine). Jugoistočna Azija često označava područje koje se sastoji od sljedećih zemalja:
- Brunej
- Filipini
- Indonezija
- Istočni Timor
- Kambodža
- Lao NDR (Laos)
- Malezija
- Mjanmar (bivša Burma)
- Singapur
- Tajland (bivši Siam)
- Vijetnam

Sve gore navedene zemlje su članice Savez država Jugoistočne Azije, osim Istočnog Timora koji ima status promatrača.
U prošlosti je Jugoistočna Azija zajedno s dijelom južne Azije bila poznata pod nazivom Istočne Indije ili jednostavno Indije.

### IATA-ina definicija
Zrakoplovna industrija u međunarodnim putovanjima koristi IATA-u za definicije regija poput Jugoistočne Azije. Prema IATA-inoj definiciji Jugoistočnu Aziju (često skraćeno SEA) čini: Brunej Darussalam, Kokosovi otoci, Filipini, Guam, Specijalna Administrativna Regija Hong Kong, Kina, Indonezija, Kambodža, Kazahstan, Kina isključujući SAR Hong Kong i SAR Macau, Kineski Taipei (bivši Tajvan), Kirgistan, Laos, Specijalna Administrativna Regija Macao, Malezija, Marshallovi otoci, Mjanma, Mikronezija, Mongolija, Sjeverni Marijanski otoci, Palau, Rusija u Aziji (nasuprot Rusiji u Europi), Singapur, Tadžikistan, Tajland, Timor Leste, Turkmenistan, Uskršnji otok, Uzbekistan i Vijetnam.  Ova se definicija koristi diljem svijeta za cijene letova i taksene obračune.

## Zemljopis
Jugoistočna Azija je zemljopisno podijeljena na dvije regije, Indokinu i Malajsko otočje.
Indokina ili kopnena Jugoistočna Azija obuhvaća sljedeće države:
- Kambodža
- Lao NDR
- Mjanmar
- Tajland
- Vijetnam

Malajsko otočje (malajski Nusantara), "Malajski svijet" kao etnokulturni pojam ili primorska Jugoistočna Azija sastoji se od sljedećih država:
- Brunej
- Filipini
- Indonezija
- Istočni Timor
- Malezija
- Singapur

Malezija je podijeljena na dva dijela: Južnokineskim morem. Poluotočna Malezija je smještena na kopnu, dok se istočna Malezija nalazi na Borneu, najvećem otoku u regiji. Malezija se ipak često smatra otočnom državom.
Malajsko otočje vrlo je zanimljivo u geološkom smislu jer predstavlja jednu od najaktivnijih vulkanoloških regija na svijetu. Geološka izdizanja u regiji stvorila su impresivne planine, kulminirajući na Mount Kinabaluu u Sabahu, Malezija na otoku Borneu čija je visina 4,101 metar i na Puncak Jayi u Irian Jayi, Indonezija koja se nalazi na otoku Novoj Gvineji na 4,884 metara nadmorske visine.
Između mnogih zemalja u regiji postoje nesuglasice u polaganju teritorijalnih i/ili maritimnih prava, a negdje su čak upletene druge strane (npr. slučaj otočja Spratly između obiju Kina). 
Nasuprot uobičajenoj zabludi većina stanovnika otočne Jugoistočne Azije nisu tihooceanski otočani. Istočni dijelovi Indonezije i Istočnog Timora (istočno od Wallaceove linije) ipak zemljopisno pripadaju Oceaniji.

## Stanovništvo
Jugoistočna Azija ima površinu od približno 4,000.000 km². Prema procjeni iz 2004. godine u regiji je živjelo 593 milijuna ljudi, a više od šestine njih (+114 milijuna) živjelo je na indonezijskom otoku Javi, najgušće naseljenom otoku na svijetu. Raspodjela religija i ljudi razlikuje se u Jugoistočnoj Aziji od jedne zemlje do druge. U Maleziji, Singapuru i Tajlandu živi oko 30 milijuna prekomorskih Kineza.
Vidi: Chinatown

### Etničke grupe u subregiji
Jugoistočni Azijci prvenstveno su azijatskog podrijetla. Prema nedavnoj stanfordskoj genetičkoj studiji, stanovništvo Jugoistočne Azije je daleko od homogenosti. Predci današnjih ljudi koji govore austronezijski, taj i mon-khmerski migrirali su iz južne Kine tijekom željeznog doba. Time su uzrokovana preklapanja kineskih gena (do 54% na Filipinima), europskih gena (3.4% na Filipinima – 45% na Mataramu) i papuanskih gena (55% na Irian Jayi).
- Brunej: Malajci (69%), Kinezi (18%), autohtoni Brunejci (6%), ostali (7%)
- Filipini: Filipinci (80%), Kinezi (10%), južni Azijci (5%), Europljani i Amerikanci (3%), Arapi (1%), ostali (1%)
- Indonezija: Javanci (45%), Sundanci (14%), Madurci (8%), ostali (33%)
- Istočni Timor: Tetun (10%), Mambae (8%), Makasae (8%), Tukudede (6%), Bunak (5%), Galoli (5%), Kemak (5%), Fataluku (3%), Baikeno (2%), ostali (48%)
- Kambodža: Khmeri (94%), Kinezi (4%), Vijetnamci (1%), ostali (većinom Čami) (1%)
- Laos: nizinski Lao (56%), Lao Theung (34%), Lao Soung (10%)
- Malezija: Malajci i Orang Asli (60%), Kinezi (25%), južni Azijci (10%), ostali (3%)
- Mjanmar: Burmanci (68%), ŠanI (Šan) (9%), Karen (6%), Arakanci (Rakhine) (4%), ostali (uključujući Kineze i južne Azijce (13%)
- Singapur: Kinezi (76%), Malajci (15%), južni Azijci (7%), ostali (2%)
- Tajland: Tai (75%), Kinezi (14%), Malajci (4%), Khmeri (3%), ostali (4%)
- Vijetnam: Vijetnamci (88%), Kinezi (4%), Tai  (2%), ostali (6%)

### Religije u subregiji
U zemljama u Jugoistočnoj Aziji prakticira se mnogo različitih religija. Kopnene zemlje Jugoistočne Azije, tj. Tajland, Vijetnam, Laos, Kambodža i Mjanma pretežito prakticiraju budizam. Na Malajskom otočju (Malezija, Indonezija i Brunej) ljudi uglavnom prakticiraju islam. Kršćanstvo je dominantno na Filipinima i Istočnom Timoru.
Religijski sastav svake zemlje (postotci mogu biti zastarjeli i stoga nepouzdani):
- Brunej: islam (67%), budizam (13%), kršćanstvo (10%), domorodačka vjerovanja, ostali (10%)
- Filipini: kršćanstvo (92%), islam (5%), budizam i ostali (3%)
- Indonezija: islam (81%), kršćanstvo, budizam, hinduizam, ostali
- Istočni Timor: kršćanstvo (95%)
- Kambodža: theravada budizam (93%), animizam, ostali
- Laos: theravada budizam (60%), animizam, ostali (40%)
- Malezija: islam (61%), mahayana budizam (20%), kršćanstvo, hinduizam i animizam
- Mjanmar: theravada budizam (89%), islam (4%), kršćanstvo (4%), hinduizam (1%) i animizam
- Singapur: kineske religije (mahajana budizam, taoizam i konfucijanizam) (42%), islam (15%), kršćanstvo (14%), hinduizam (4%)
- Tajland: theravada budizam (95%), islam (3%), hinduizam, kršćanstvo i taoizam
- Vijetnam: mahajana budizam (50%), konfucijanizam i kršćanstvo

U Jugoistočnoj Aziji postoje razne religije i narodi, a nijedna zemlja nije homogena. U Indoneziji, najmnogoljudnijoj muslimanskoj državi na svijetu, hinduizam je dominantan na otocima poput Balija. Kršćanstvo prevladava na Papui i Timoru. Malene hinduske populacije mogu se pronaći oko Jugoistočne Azije u Singapuru, Maleziji itd. Garuda (sanskrt: Garuḍa), feniks kojeg jaše (vahanam) Višnu, nacionalni je simbol Tajlanda i Indonezije. Zlatne slike Garude pronađene su na Palawanu na Filipinima. Zlatne slike ostalih hinduskih bogova i božica pronađene su također na Mindanau. Na Baliju se može pronaći posebna vrsta hinduizma koji je nešto drugačiji od hinduizma koji se drugdje prakticira, a nastao je uključivanjem elemenata animizma i lokalne kulture. Kršćani se mogu pronaći diljem Jugoistočne Azije, a većinu čine na Istočnom Timoru i Filipinima, najvećoj kršćanskoj azijskoj naciji. U zabačenim dijelovima Sarawaka u istočnoj Maleziji i Irian Jayi u istočnoj Indoneziji postoje stariji plemenski religiozni običaji. U Mjanmaru se Sakka (Indra) naziva nat. U Vijetnamu se prakticira oblik mahayana budizma koji je pod jakim utjecajem animizma i plemenskih religija domorodačkih naroda. Velika se važnost polaže na kult predaka koji razlikuje Vijetnam od njegovih kulturnih susjeda.

### Jezici u subregiji
Zbog trgovine i povijesne kolonizacije svi su jezici Jugoistočne Azije bili pod utjecajem kulturnih pritisaka. Stoga Filipinac koji se školovao na engleskom, tagalogu i materinjem jeziku (npr. visayanu) može iz ekonomskih razloga govoriti i drugi jezik poput japanskoga. Malezijac može također iz ekonomskih razloga dobro govoriti kineski jednako kao i engleski.
Službeni jezici su ispisani kurzivom
- Brunej: malajski, kineski dijalekti, domorodački bornejski dijalekti
- Filipini: filipino, engleski, tagalog, cebuano, hiligaynon, waray, ilocano, kapampangan, pangasineski, bicolano, maranao, maguindanao, ostali kineski dijalekti, ostali španjolski dijalekti, ostali indijski jezici, arapski dijalekti, ostali filipinski jezici i dijalekti
- Indonezija: službeni jezik je bahasa indonesia. Na indonezijskom otočju govori se 583 jezika i dijalekta. Pripadaju različitim etničkim grupama stanovništva. Neki od izrazito različitih lokalnih jezika su: acehnski, batak, sundanski, javanski, sasak, timorski tetum, dayak, minahasa, toraja, buginski, halmahera, ambonski, ceramski, nekoliko irianskih jezika, kineski jezici (hokkien, hakka i mandarinski) te nizozemski.
- Istočni Timor: tetun, portugalski, mambae, makasae, tukudede, bunak, galoli, kemak, fataluku, baikeno, ostali timorski dijalekti
- Kambodža: khmerski, kineski dijalekti, vijetnamski, chamički dijalekti
- Laos: lao, miao, mien, dao, shan, te ostali tibetsko-burmanski jezici
- Malezija: malajski, engleski, kineski dijalekti, tamilski, ostali indijski jezici, razni domorodački jezici (narod Orang Asli i starosjedioci Malden i Sarawak).
- Mjanmar: bamajski, engleski, shan dijalekti, karen dijalekti, rakhine, kachin, chin, kineski dijalekti (hokkien, kantonski), mon, indijski jezici, jezici brdskih plemena
- Singapur: mandarinski kineski, malajski, tamilski, engleski, ostali kineski dijalekti, ostali indijski jezici, arapski dijalekti.
- Tajland: tajski, kineski dijalekti, isan, shan, lue, phutai, khmerski, mon, mein, hmong, karen, jawi
- Vijetnam: vijetnamski, tajski, muong, khmerski, kineski dijalekti, nung, hmong, tai dam, te ostali jezici i dijalekti.

## Okoliš
Životinje su u Jugoistočnoj Aziji raznolike. Na otoku Borneo mogu se pronaći orangutan (šumski čovjek), azijski slon, sumatranski nosorog i oblačasti leopard, a na otoku Palawan binturong.
Vodeni bivol, pripitomljeni ili divlji, može se pronaći svugdje u Jugoistočnoj Aziji, a nekoć se nalazio i na mnogo većem prostoru južne Azije. Na Sumatri i Borneu živi mišji jelen, sitnozubi jelen veličine psa ili mačke, koji je dobro poznat djeci kao životinjski lik iz mnogih indonezijskih bajki.
Prekrasne ptice poput pauna i dronga nastanjuju područje do samog istoka Indonezije zajedno s babirusom, svinjom s četiri kljove. Kljunorožac je bio cijenjen po svojem kljunu, pa se stoga koristio u trgovini s Kinom. U Kini se cijenio i nosorogov rog bez dijela njegove lubanje.
Wallaceova crta dijeli Indonezijsko otočje na dva dijela. Prolazi današnjom granicom tektonskih ploča i razdvaja azijske (zapadne) vrste od australazijskih (istočnih) vrsta. Otoci između Jave/Bornea i Papue formiraju mješovitu zonu poznatu kao Wallacea u kojoj se pojavljuju oba tipa.
Plitke vode jugoistočnoazijskih koraljnih grebena pokazuju najvišu razinu bioraznolikosti svjetskih morskih ekosustava s obiljem koralja, riba i mekušaca. U Južnokineskom moru može se pronaći kitopsina.
Planina Kinabalu u sklopu svojeg nacionalnog parka sadrži oko nevjerojatnih 6,000 vrsta biljaka. Jedno od najbioraznolikijih nalazišta na svijetu.
Stabla i ostale biljke u regiji pripadaju tropskoj biljnoj zajednici. U nekim zemljama gdje su planine dosta visoke može se pronaći vegetacija umjerene klime. Područja kišnih šuma trenutno su izložena prekomjernoj sječi drva posebice na Borneu.
Iako obiluje florom i faunom, Jugoistočna Azija se suočava s ozbiljnom deforestacijom koja uzrokuje gubitak staništa za razne ugrožene vrste poput orangutana i sumatranskog tigra. U isto je vrijeme smog redovita pojava. Najgori regionalni smog pojavio se 1998. kada su mnoge zemlje bile prekrivene tankim slojem smoga. Posljedica toga bilo je potpisivanje ASEAN Agreement on Transboundary Haze Pollution (ASEAN-ski sporazum o prekograničnom zagađenju smogom) za borbu protiv zagađenja smogom.

## Ekonomija
Otoci u Jugoistočnoj Aziji glavni su izvori svjetskih naftnih zaliha. Regija je također centar za sječu šuma.
Jugoistočna Azija je doživjela veliki ekonomski rast tijekom 1980-ih. Singapur je bio jedan od četiriju izvorna "istočnoazijska tigra", a u proteklim su godinama novi "tigrovi" postali Indonezija, Malezija, Filipini i Tajland. Naziv tigar označava brzi rast tih gospodarstava. Veliki dio tog rasta bio je pokrenut izravnim stranim ulaganjima u lokalne industrije. Novac je dolazio iz Sjedinjenih Država i japanskih TNC-ija, a kasnije iz međunarodnih investicijskih portfelja. Ekonomski su stručnjaci često smatrali Jugoistočnu Aziju primjerom globaliziranog kapitalizma zbog brojnih međunarodnih ulaganja. Na lokalnoj razini rast se interpretirao nešto drugačije: "azijske vrijednosti" je naziv za model autoritarnih vlada koje su čvrsto vodile ekonomiju prema brzom razvitku. Model su posebice promicali regionalni vođe. Povjerenje u ovaj model bio je potresen 1997. kada je financijska kriza prouzročila razdoblje opreznijeg i sporijeg rasta. Sve države Jugoistočne Azije osim Istočnog Timora članice su ASEAN-a. ASEAN Free Trade Area (Područje slobodne trgovine ASEAN-a) smanjilo je carinske prepreke između regionalnih ekonomija. Potpisnici su se složili proširiti dogovor o slobodnoj trgovini s Narodnom Republikom Kinom i Japanom tijekom nadolazećih godina.
Jugoistočna Azija je važna za svjetsku ekonomiju iz brojnih razloga. Singapur je druga najprometnija luka na svijetu i glavno financijsko i bankarsko čvorište. Malezija je najveći izvoznik palminog ulja na svijetu dok je Indonezija jedan od najvećih proizvođača sirove nafte.
U oštrom kontrastu sa Singapurom kao čvorištem ekonomskog razvoja nalaze se Kambodža, Laos, Mjanmar i Vijetnam kao zemlje stalnog siromaštva. Ove se četiri zemlje često označuju kao "CLMV" grupa. U dvjema državama Jugoistočne Azije, Laosu i Vijetnamu, na vlasti se nalazi komunistička partija koja je tek 1986. godine pokrenula postupnu tranziciju s planskog na tržišno gospodarstvo. Siromaštvo je posljedica rata koji je zahvatio regiju u razdoblju od 1941 do 1975, a u Kambodži su se borbe nastavile sve do kasnih 1990-ih. Vijetnam sjedinjuje slobodni tržišni kapitalizam i komunizam koji privlače multinacionalne kompanije i potiču malene poduzetnike. Vijetnam se razvio u najuspješniju od četiriju zemalja, iako se sâm nalazi među najsiromašnijim zemljama na svijetu. Laos i Kambodža proživljavaju poteškoće zbog svojeg surovog terena i nedostatka infrastrukture.

## Kultura
Poljoprivreda rižinih polja postoji u Jugoistočnoj Aziji tisućama godina, protežući se diljem subregije. Neki dramatični primjeri tih rižinih polja zauzimaju Banaueske rižine terase u planinama sjevernog Luzona na Filipinima, te u Indoneziji. Za održavanje tih polja nužan je intenzivan rad. Rižina polja vrlo su prikladna za monsunsku klimu u regiji.
Sojenice se mogu pronaći u cijeloj Jugoistočnoj Aziji, od Tajlanda i Laosa do Bornea, Luzona i Papue Nove Gvineje.
budistički 

burmanski 

kineski 

hinduski 

indonezijski 

islamski 

tajlandski (lunarni) 

tajlandski (solarni) 

Tijekom prošlih nekoliko tisućljeća glavni kulturni utjecaji nad narodima Jugoistočne Azije dolazili su iz Indije. Dokaz tome su oblici pisanja poput balijskog koji se piše na podijeljenom palminom listu nazvanom lontar.
Starost ovog oblika pisanja datira prije izuma papira u Kini 100. godine. Svaki palmin list bio je podijeljen na samo nekoliko linija koje su se protezale uzdužno preko lista. Palmini su se listovi međusobno povezivali konopcem, a vanjski se dio ukrašavao. Alfabeti Jugoistočne Azije težili su biti abugide sve do dolaska Europljana, koji su koristili riječi koje također završavaju na suglasnike, a ne samo na samoglasnike. Ostali oblici službenih dokumenata koji nisu koristili papir bili su javanski svitci bakrenih pločica. Oni su bili izdržljiviji u okružju tropske klime jugoistočne Azije.
Obrađivanje metala koristilo se za pisanje, proizvodnju oružja (poput karakterističnog krisa), te proizvodnju glazbenih instrumenata. Gamelanski instrumenti su se sastojali od gongova i ostale tonalne, ali udaraljkaške glazbe. Većina tradicionalne glazbe temelji se na pentatonskoj ljestvici koja je nastala prema kineskim utjecajima.
Ples u Jugoistočnoj Aziji uz pokrete nogama uključuje i pokrete rukama. Lutkarstvo i igre sjena bile su omiljen oblik zabave tijekom prošlih stoljeća. Umjetnost i književnost u Jugoistočnoj Aziji nalazi se pod snažnim utjecajem hinduizma koji je stoljećima prije donesen na ova područja. Iako su prešle na islam, Indonezija i Malezija su zadržale mnoge oblike običaja, kulture, umjetnosti i književnosti koji su bili pod utjecajem hinduizma. Najbolji primjeri toga su Wayang Kulit (lutka sjene) i književnost poput Ramayane. Isto vrijedi i za kopnenu Jugoistočnu Aziju (isključujući Vijetnam). Plesni pokreti, umjetnost i hinduski bogovi stopili su se u tajlandsku, khmersku, laosku i mjanmarsku kulturu. Vijetnamci dijele veliku kulturnu sličnost s Kinezima poput nacionalnog vijetnamskog kostima Ao Dai koji se nalazio pod utjecajem Qi paoa (Cheong Sam) iz Kine. Kinezi i Vijetnamci također su privrženiji budističkom obliku mahayani.
Narodi Jugoistočne Azije su bili odgajani da na svojim glavama nose razne terete. Uobičajeno je bilo vidjeti djevojčicu koja je na svojoj glavi balansirala maleni objekt poput kugle, dok su njezina majka ili tetka balansirale mnogo veći teret.
Pravilo je da su narodi, koji su jeli prstima, vjerojatnije bili pod utjecajem indijske kulture nego kineske u kojoj su ljudi jeli štapićima. Čaj, kao piće, može se pronaći diljem regije.
Filipini

Indonezija

Kambodža

Laos

Malezija

Mjanmar

Singapur

Tajland

Vijetnam

Religija Jugoistočne Azije izvorno je bila animistička, a tek je kasnije postala theravada budistička (525 u.e.) i hinduska. Indonezija i Malezija tek su kasnije došle pod utjecaje islama (1400-ih) i kršćanstva (1500-ih). Posljednji hinduski dvor u Indoneziji povukao se na Bali tijekom kasnih 1400-ih. U kopnenom dijelu Jugoistočne Azije Mjanmar, Kambodža i Tajland su zadržali budistički oblik theravadu. Theravada budizam je donesen sa Šri Lanke, a s vremenom se stopio s khmerskom kulturom koja je bila pod utjecajem hinduizma. Iako su kršćanski misionari bili rašireni u regiji, zemlje Jugoistočne Azije poput Tajlanda su izbjegavale kršćanstvo. Tajlanđani su ipak od kineskih misionara sa zapada apsorbirali znanost i tehnologiju kako bi se uspjeli oduprijeti kolonijalizmu. Kralj Mongkut (Rama IV) jednom je rekao svojem prijatelju i kršćanskom misionaru: "Ono što nas učite činiti je izvrsno, ali ono što nas učite vjerovati je budalasto".
Narodi jugoistoka bili su moreplovci tisućama godina, a neki su stigli do Madagaskara gdje njihovi potomci žive do današnjeg dana. Njihova su plovila bila dostojna za oceansku plovidbu daleko prije dolaska europskih istraživača. Magellan je na svojem putovanju zapisao kako se njihovim plovilima lakše upravljalo u usporedbi s europskim brodovima.
Kineski su trgovci tisućama godina slijedili vjetrove i struje tijekom monsunskog razdoblja. Zapisi s Magellanova putovanja pokazuju da je Brunej, kojeg su Kinezi utvrdili prije 1521., posjedovao više topova od bilo kojeg europskog broda.

### Peranakani
Peranakani su jedinstvena zajednica nastanjena oko Kineskih vratiju. Većinom žive u Maleziji i Singapuru, iako se mogu pronaći i u Indoneziji. Velike zajednice Peranakana mogu se pronaći u Penangu i Malacci (Malezija), te u Singapuru. Njihovi korijeni potječu do hokkiena iz južnokineske provincije Fujian. Oni su se međusobno ženili s malajskim nemuslimanima poput Bataka i Balijaca. Drugi izvori govore da su oni bili potomci Hang Li Pohinih slugu koji su se međusobno ženili s lokalnim stanovništvom. Oni su zadržali imena, religiju i kulturu svojih kineskih otaca, a prihvatili su jezik, hranu i kulturu svojih malajskih majki.

## Povijest
Glavni članci: Povijest Jugoistočne Azije, Jugoistočnoazijski budizam, Hinduizam u Jugoistočnoj Aziji, Povijest Azije, Povijest današnjih nacija i država, Povijest Bruneja, Povijest Filipina, Povijest Indonezije, Povijest Kambodže, Povijest Laosa, Povijest Malezije, Povijest Mjanmara, Povijest Singapura, Povijest Tajlanda, Povijest Vijetnama
Solheim i ostali su predočili dokaz za Nusantao (Nusantara), primorsku trgovačku mrežu, koja se protezala od Vijetnama na ostatak otočja u vremenu od 5000 p.u.e. do 1. godine.
Oppenheimer i ostali pokazali su dokaz da je Indonezija izvorna lokacija tihooceanskih otočana.

## Povijesne veze s ostatkom svijeta
Budući da je Indijski ocean usporedno tiši od Južnog oceana, malajski narod je s lakoćom kolonizirao Madagaskar i obavljao trgovinu između zapadne i Jugoistočne Azije. Indijski ocean je daleko mirniji, pa je stoga bio ranije otvoren za trgovinu od Atlantika ili Pacifika. Brodovi su u plovidbi na zapad koristili snažne monsune tijekom rane sezone, a zatim su se nakon nekoliko mjeseci čekanja vraćali natrag na istok.
Zlato sa Sumatre stiglo je prije dvije tisuće godina na zapad sve do Rima. Zlatne su kovanice bile u uporabi na obalama, ali ne i u unutrašnjosti Sumatre. Tijekom 1500-ih europski istraživači su stigli u Jugoistočnu Aziju iz zapadnog Portugala i iz istočne Španjolske. Redovna trgovina obavljala se brodovima koji su plovili istočno iz Indijskog oceana i južno iz kopnene Azije. Brodovi su trgovali raznim dobrima, a zauzvrat su na otocima u otočju otkupljivali prirodne proizvode poput meda i kljunoroščevih kljunova.
Kineski car, koji je poželio održati veze s Jugoistočnom Azijom, poslao je princezu Hang Li Po s pratnjom od 500 ljudi do Malacce kako bi se udala za tamošnjeg sultana kojeg se dojmila mudrost kralja Mansura. Hang Li Poino vrelo (izgrađeno 1459.) danas je turistička atrakcija kao i Bukit Cina gdje se nastanila njena pratnja. Strateška vrijednost Malajskog prolaza, kojeg je u 15. i ranom 16. stoljeću nadzirao Sultanat Malacca, nije prošla neopaženo od portugalskog pisca Duartea Barbose koji je 1500. godine napisao "Onaj tko je gospodar Malacce drži ruku na grkljanu Venecije".
Današnja se strateška vrijednost nalazi u industriji svjetskih mikroprocesora, koja se velikim dijelom nalazi upravo u Jugoistočnoj Aziji, te u prijevozu nafte brodovima.

## Povezanost s Australazijom
Australazijska kontinentska ploča definira regiju koja graniči s Jugoistočnom Azijom i koja je također politički odijeljena od zemalja Jugoistočne Azije. Kulturna dodirna točka leži između Papue Nove Gvineje i indonezijske provincije Papue koja dijeli otok Novu Gvineju s Papuom Novom Gvinejom. U Papui su u tijeku znatni kolonizacijski napori.

## Književnost Jugoistočne Azije
Povijest Jugoistočne Azije dala je bogatstvo raznih autora koji su pisali o regiji ili su u njoj samo djelovali.

## Poveznice
- Savez država Jugoistočne Azije (ASEAN)
- Austroazijski jezici i austronezijski jezici
- Povijest Jugoistočne Azije
- Glavni gradovi Jugoistočne Azije
- Vojni savez Jugoistočne Azije (SEATO)
- Jugoistočnoazijske igre
- Ružni Amerikanac
- Wallaceova linija između australoazijske i jugoistočnoazijske faune
- Književnost Jugoistočne Azije

## Vanjske poveznice
- Detaljna topografija Jugoistočne Azije  Arhivirana inačica izvorne stranice od 2. lipnja 2006. (Wayback Machine) (PDF)
- CityMayors.com članak
- TIPinAsia.info  Arhivirana inačica izvorne stranice od 26. studenoga 2020. (Wayback Machine)

Sestrinski projekti
|  | Zajednički poslužitelj ima još gradiva o temi Jugoistočna Azija |